# Cylinder (Iowa)
Cylinder is een plaats (city) in de Amerikaanse staat Iowa, en valt bestuurlijk gezien onder Palo Alto County.

## Demografie
Bij de volkstelling in 2000 werd het aantal inwoners vastgesteld op 110. In 2006 is het aantal inwoners door het United States Census Bureau geschat op 99, een daling van 11 (-10,0%).

## Geografie
Volgens het United States Census Bureau beslaat de plaats een oppervlakte van 0,2 km², geheel bestaande uit land. Cylinder ligt op ongeveer 363 m boven zeeniveau.

## Plaatsen in de nabije omgeving
De onderstaande figuur toont nabijgelegen plaatsen in een straal van 20 km rond Cylinder.